# Scaldicetus
Genre
Scaldicetus est un genre éteint de mammifères marins carnivores de la famille des Physeteridae, donc proches du cachalot. Ces fossiles sont connus en Europe, en Amérique du nord et en Océanie.Ils datent du Miocène jusqu'au début du Quaternaire.

## Liste d'espèces
Espèces distinguées
- Scaldicetus bellunensis (Dal Piaz, 1922)
- Scaldicetus caretti (du Bus, 1867), l'espèce type
- Scaldicetus degiorgii (Varola et al., 1988)
- Scaldicetus grandis (du Bus, 1872)
- Scaldicetus inflatus (Cigala-Fulgosi et Pilleri, 1985)
- Scaldicetus macgeei (Chapman, 1912)
- Scaldicetus minor (Portis, 1886)
- Scaldicetus oxymycterus (Kellogg, 1925) - déplacée dans le genre Albicetus par Boersma et Pyenson (2015)[2]
- Scaldicetus perpinguis (Pilleri et Pilleri, 1982)

Taxons déplacés ou synonymes
- Scaldicetus antwerpiensis (du Bus, 1872), synonyme de S. caretti
- Scaldicetus mortselensis (du Bus, 1872), synonyme de Eudelphis mortezelensis
- Scaldicetus shigensis (Hirota et Barnes, 1994), taxon déplacé : Brygmophyseter shigensis